# Deildartunguhver

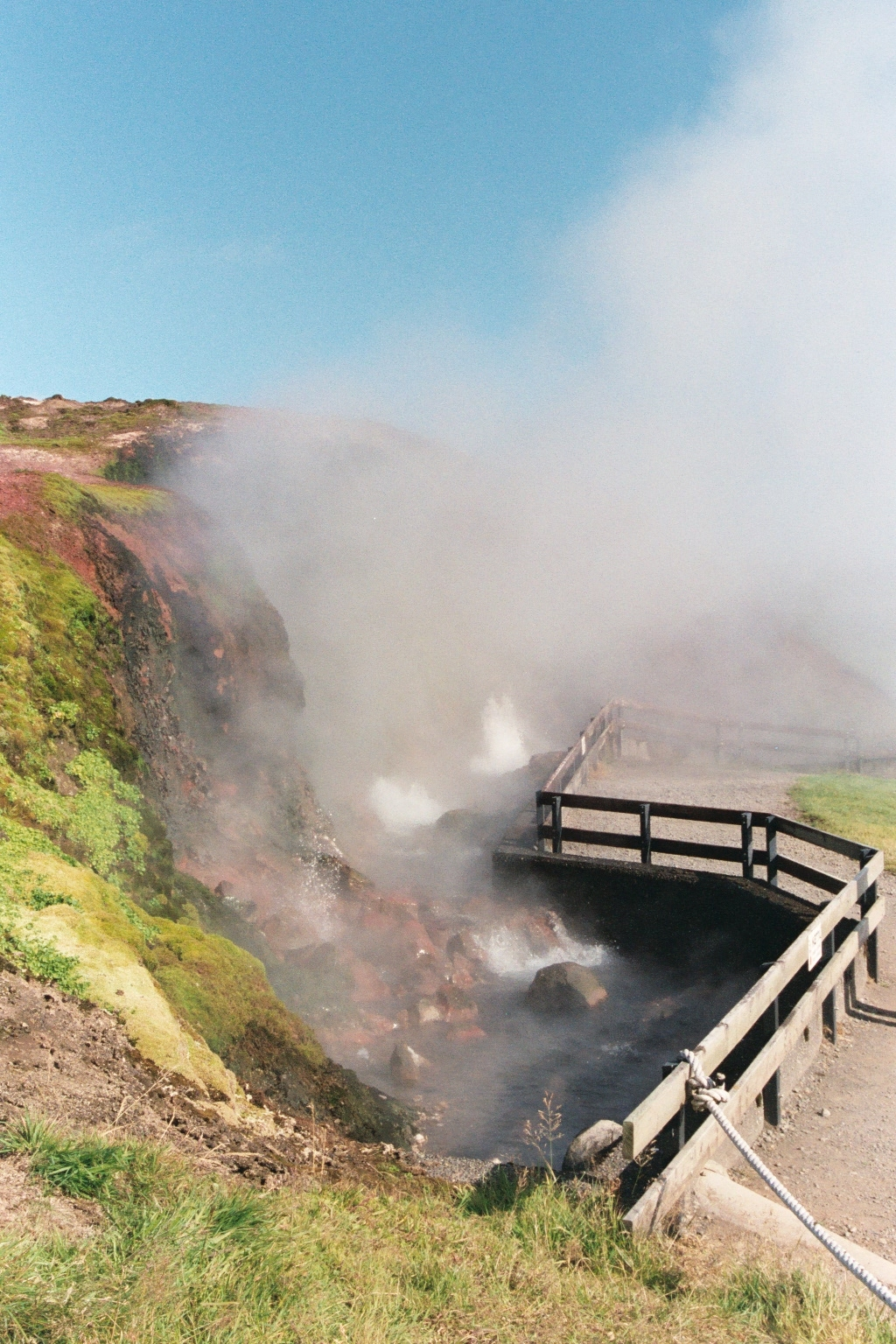
Deildartunguhver

Deildartunguhver is een heetwaterbron in Reykholtsdalur, IJsland. Het IJslandse woord hver betekent warme bron en deze ligt naast de boerderij Deildartunga, vandaar de naam. Het is qua volume de grootste heetwaterbron van Europa en hij produceert 180 liter water per seconde met een temperatuur van bijna 100°C. Voordat de betonnen constructie voor het opvangen van het hete water gemaakt was, stroomde het water vrijelijk weg. In die tijd was dit de grootste  "kokende rivier" ter wereld. De bron is vrij toegankelijk.
Het hete water wordt gedeeltelijk via pijpleidingen afgevoerd naar Borgarnes en Akranes (respectievelijk 34 en 64 kilometer verderop) waar het voornamelijk voor de verwarming van de huizen wordt gebruikt. Ook het zwembad in Borgarnes gebruikt het water uit de warme bron.
Vlakbij komt een varensoort voor die nergens anders dan in IJsland voorkomt, namelijk de dubbelloof (Blechnum spicant var fallax).